# Le Tour du monde de Cantinflas
Pour l'acteur, voir Cantinflas.
Ne doit pas être confondu avec Le Tour du monde en quatre-vingts jours (film, 1956).
Cantinflas Show
Le Tour du monde de Cantinflas (en anglais, Amigo and friends, et en espagnol, Cantinflas y sus amigos) est une série télévisée d'animation mexicano-américaine en 51 épisodes de 6 minutes, créée par Hanna-Barbera Productions et Televisa et diffusée entre 1982 et 1984 en syndication.
Il s'agit de la deuxième série animée avec le personnage de Cantinflas, précédée de Cantinflas Show (1972), jamais doublée en français.
En France, la série a été diffusée à partir du 12 avril 1988 sur FR3. Au Québec, elle a été diffusée sur Le Canal Famille en 1990, puis rediffusée sur La Chaîne Française de TVO en 1991,, et à Radio-Canada Télévision, et La Chaîne Française de TVO, en 1995.